# Slag bij Walcourt
De Slag bij Walcourt was een veldslag die op 25 augustus 1689 werd uitgevochten tussen het leger van de Liga van Augsburg en Frankrijk ten tijde van de Negenjarige Oorlog.

## Aanloop
Na de Glorious Revolution kwam Engeland aan de zijde van de Liga van Augsburg in de Negenjarige Oorlog (1688-1697). Om de militaire kracht op het vasteland van Europa te versterken stuurde koning-stadhouder Willem III van Oranje in juni 1689 John Churchill naar de Spaanse Nederlanden met een leger van 6000 soldaten. Het Engelse leger kwam het leger van de graaf van Waldeck versterken. Frederik III van Brandenburg had Waldeck aanvankelijk ook militaire steun beloofd voor zijn strijd in de Spaanse Nederlanden, maar besloot uiteindelijk om de stad Bonn aan te vallen. Hierop moest Waldeck zijn plannen aanpassen en besloot om de Fransen niet direct aan te vallen, maar koos hij ervoor om de Franse vestigingen van Maubeuge en Philippeville te bedreigen. Zijn leger was niet groot genoeg om deze plaatsen te belegeren, maar wellicht zou deze stap ervoor zorgen dat het Franse leger van Louis de Crevant uit Vlaanderen werd teruggetrokken.
Het leger van de geallieerden onder leiding Waldeck stak de rivier de Samber over bij Walcourt en sloeg daar zijn kamp op. Op 25 augustus verlieten enkele duizenden ruiters het kampement in Frans-Vlaanderen om voer voor hun paarden te verzamelen. In de tussentijd was het Franse leger bij het iets zuidelijker gelegen dorp Boussu aangekomen en Crevant gaf het bevel de foerageurs te verjagen.

## Slag
De Fransen zetten de achtervolging in op de vluchtende foerageurs en besloten om direct de middeleeuwse vestingstad van Walcourt aan te vallen. Het Franse leger had slechts de beschikking over veldartillerie in plaats van grote stukken artillerie die de muren konden slechten. Hij liet zijn troepen stormlopen uitvoeren op de stadsmuren, maar had pas te laat door dat Waldeck zijn leger in slagorde had geplaatst. Er werden twee infanteriecolonnes aan de linker- en de rechterkant geformeerd om de Fransen in de tang te kunnen nemen. Het leger aan de linkerzijde stond onder aanvoering van John Churchill en Hans Willem van Aylva, terwijl de rechterflank werd aangevoerd door generaal-majoor Frederik Johan van Baer. De overwinning bij Walcourt resulteerde in de mooiste overwinning van de militaire carrière van Waldeck.

## Nasleep
De verliezen aan de kant van de geallieerden waren vrij gering in tegenstelling tot die van het Franse leger waar tweeduizend doden en gewonden te betreuren waren. Crevant kreeg naar aanleiding van zijn optreden bij Walcourt de bijnaam "maréchal sans lumieres" (de maarschalk zonder licht). Waldeck kon zijn overwinning geen gevolg geven door de Fransen uit de Spaanse Nederlanden te verjagen, want een besmettelijke ziekte zorgde ervoor dat zijn leger gedecimeerd werd. Wel resulteerde de overwinning bij Walcourt erin dat het Franse leger zich terugtrok uit het Prinsbisdom Luik (met uitzondering van Dinant).